# せつなさよりも遠くへ
「せつなさよりも遠くへ」（せつなさよりもとおくへ）は、SIAM SHADEの13枚目のシングル。2000年4月19日にリリース。

## 解説
2000年のシングルリリースは本作のみである。テレビ朝日系音楽番組『ミュージックステーション』で披露された。同番組に出演したのはこれが最後となった。本作で、6thシングル「1/3の純情な感情」から続いていたトップ10入りは最後となった。累計売上枚数は、約6.7万枚。

## 収録曲
全作詞・作曲・編曲：SIAM SHADE名義。
1. せつなさよりも遠くへ [3:09]
作詞・原曲:栄喜
2000年のフジテレビ系『フォーミュラ・ニッポン』中継イメージソング[3]。
ミュージック・ビデオは韓国で撮影され、ホン・ジョンホが監督を担当している。
シングル表題曲の中では一番演奏時間が短い曲。DAITAのギターはサビ全編においてタッピング奏法が用いられている。
5thアルバム『SIAM SHADE VI』には、前奏部分で新たにギターやドラム、ベースなどが追加されたアルバムバージョンで収録されている。
ベスト・アルバム『SIAM SHADE XI COMPLETE BEST 〜HEART OF ROCK〜』の収録曲を決めるファン投票で5位を記録した。
2. Young, Younger, Youngest [3:29]
人生のことについて歌われている。
3. Happy? [3:25]
2番サビの後にあるエフェクトのかかった部分は、NATINが歌っており、最後は栄喜が歌う構成となっている。

## 収録アルバム
| 曲名                     | アルバム                                        | 発売日         | 備考                                                  |
| ------------------------ | ----------------------------------------------- | -------------- | ----------------------------------------------------- |
| せつなさよりも遠くへ     | 『SIAM SHADE VI』                               | 2000年7月26日  | メジャー5thオリジナル・アルバム（アルバムバージョン） |
| せつなさよりも遠くへ     | 『SIAM SHADE IX A-side Collection』             | 2002年3月6日   | ベスト・アルバム                                      |
| せつなさよりも遠くへ     | 『SIAM SHADE X 〜THE PERFECT COLLECTION〜』     | 2002年11月27日 | ボックス・セット                                      |
| せつなさよりも遠くへ     | 『SIAM SHADE XII 〜The Best Live Collection〜』 | 2010年10月27日 | ライブベストアルバム                                  |
| Young, Younger, Youngest | 『SIAM SHADE VIII B-side Collection』           | 2002年1月30日  | ベストアルバム                                        |
| Young, Younger, Youngest | 『SIAM SHADE X 〜THE PERFECT COLLECTION〜』     | 2002年11月27日 | ボックス・セット                                      |
| Happy?                   | 『SIAM SHADE VIII B-side Collection』           | 2002年1月30日  | ベスト・アルバム                                      |
| Happy?                   | 『SIAM SHADE X 〜THE PERFECT COLLECTION〜』     | 2002年11月27日 | ボックス・セット                                      |